# Slobodan Vuk
Slobodan Vuk (Jajce, 15 settembre 1989) è un calciatore sloveno, attaccante del Dob.

## Carriera

### Club
Proveniente dal Kamnik, è passato successivamente al Domžale. Ha esordito in squadra il 20 febbraio 2011, subentrando ad Amer Krcič nel pareggio per 0-0 in casa del Celje. Il 12 marzo ha trovato la prima rete, con cui ha contribuito al successo per 2-3 sul campo del Nafta. Il 14 luglio 2011 ha giocato la prima partita nelle competizioni europee per club, quando ha sostituito Florent Aziri nella sconfitta interna per 1-2 contro lo RNK Spalato, partita valida per il secondo turno di qualificazione all'Europa League 2011-2012. È rimasto in squadra fino a gennaio 2017, totalizzando 120 presenze e 17 reti nella massima divisione slovena.
Il 4 gennaio 2017, i norvegesi del Tromsø hanno confermato sul proprio sito internet d'aver ingaggiato Vuk dal Domžale. Ha esordito in Eliteserien in data 2 aprile, schierato titolare nel pareggio casalingo per 1-1 contro il Brann. Ha chiuso la stagione a quota 10 presenze tra campionato e coppa, senza segnare alcuna rete.
Il 21 agosto 2018 è tornato al Domžale con la formula del prestito.

### Nazionale
Vuk è stato convocato per la prima volta nella Slovenia in vista di due partite amichevoli da disputarsi a gennaio 2017 contro Arabia Saudita e Finlandia. Il 10 gennaio ha così effettuato il suo esordio, schierato titolare nel pareggio per 0-0 contro la formazione saudita.

## Statistiche

### Presenze e reti nei club
Statistiche aggiornate al 13 settembre 2020.
| Stagione       | Club           | Campionato     | Campionato | Campionato | Coppe nazionali | Coppe nazionali | Coppe nazionali | Coppe continentali | Coppe continentali | Coppe continentali | Supercoppe | Supercoppe | Supercoppe | Totale | Totale |
| Stagione       | Club           | Comp           | Pres       | Reti       | Comp            | Pres            | Reti            | Comp               | Pres               | Reti               | Comp       | Pres       | Reti       | Pres   | Reti   |
| -------------- | -------------- | -------------- | ---------- | ---------- | --------------- | --------------- | --------------- | ------------------ | ------------------ | ------------------ | ---------- | ---------- | ---------- | ------ | ------ |
| gen.-giu. 2011 | Domžale        | 1. SNL         | 5          | 2          | CS              | 1               | 0               | -                  | -                  | -                  | -          | -          | -          | 6      | 2      |
| 2011-2012      | Domžale        | 1. SNL         | 12         | 3          | CS              | 1               | 0               | UEL                | 2                  | 0                  | SS         | 1          | 0          | 16     | 3      |
| 2012-2013      | Domžale        | 1. SNL         | 23         | 5          | CS              | 1               | 0               | -                  | -                  | -                  | -          | -          | -          | 24     | 5      |
| 2013-2014      | Domžale        | 1. SNL         | 23         | 8          | CS              | 3               | 2               | UEL                | 2                  | 0                  | -          | -          | -          | 28     | 10     |
| 2014-2015      | Domžale        | 1. SNL         | 21         | 6          | CS              | 2               | 0               | -                  | -                  | -                  | -          | -          | -          | 26     | 10     |
| 2015-2016      | Domžale        | 1. SNL         | 17         | 5          | CS              | 1               | 0               | UEL                | 2                  | 0                  | -          | -          | -          | 20     | 5      |
| 2016-gen. 2017 | Domžale        | 1. SNL         | 19         | 8          | CS              | 1               | 1               | UEL                | 1                  | 0                  | -          | -          | -          | 21     | 9      |
| 2017           | Tromsø         | ES             | 9          | 0          | CN              | 1               | 0               | -                  | -                  | -                  | -          | -          | -          | 10     | 0      |
| gen.-ago. 2018 | Tromsø         | ES             | 10         | 2          | CN              | 3               | 0               | -                  | -                  | -                  | -          | -          | -          | 13     | 2      |
| Totale Tromsø  | Totale Tromsø  | Totale Tromsø  | 19         | 2          |                 | 4               | 0               |                    | -                  | -                  |            | -          | -          | 23     | 2      |
| ago. 2018-2019 | Domžale        | 1. SNL         | 28         | 7          | CS              | 3               | 1               | UEL                | -                  | -                  | -          | -          | -          | 31     | 8      |
| 2019-2020      | Domžale        | 1. SNL         | 27         | 8          | CS              | 3               | 2               | UEL                | 4                  | 2                  | -          | -          | -          | 34     | 12     |
| Totale Domžale | Totale Domžale | Totale Domžale | 175        | 32         |                 | 16              | 6               |                    | 11                 | 2                  |            | 1          | 0          | 203    | 40     |
| Totale         | Totale         | Totale         | 194+       | 34+        |                 | 20+             | 6+              |                    | 11                 | 2                  |            | 1          | 0          | 226+   | 42+    |

### Cronologia presenze e reti in nazionale
| Cronologia completa delle presenze e delle reti in nazionale ― Slovenia | Cronologia completa delle presenze e delle reti in nazionale ― Slovenia | Cronologia completa delle presenze e delle reti in nazionale ― Slovenia | Cronologia completa delle presenze e delle reti in nazionale ― Slovenia | Cronologia completa delle presenze e delle reti in nazionale ― Slovenia | Cronologia completa delle presenze e delle reti in nazionale ― Slovenia | Cronologia completa delle presenze e delle reti in nazionale ― Slovenia | Cronologia completa delle presenze e delle reti in nazionale ― Slovenia |
| Data                                                                    | Città                                                                   | In casa                                                                 | Risultato                                                               | Ospiti                                                                  | Competizione                                                            | Reti                                                                    | Note                                                                    |
| ----------------------------------------------------------------------- | ----------------------------------------------------------------------- | ----------------------------------------------------------------------- | ----------------------------------------------------------------------- | ----------------------------------------------------------------------- | ----------------------------------------------------------------------- | ----------------------------------------------------------------------- | ----------------------------------------------------------------------- |
| 10-1-2017                                                               | Abu Dhabi                                                               | Arabia Saudita                                                          | 0 – 0                                                                   | Slovenia                                                                | Amichevole                                                              | -                                                                       |                                                                         |
| 13-1-2017                                                               | Abu Dhabi                                                               | Slovenia                                                                | 2 – 0                                                                   | Finlandia                                                               | Amichevole                                                              | -                                                                       |                                                                         |
| Totale                                                                  |                                                                         | Presenze                                                                | 2                                                                       |                                                                         | Reti                                                                    | 0                                                                       |                                                                         |

## Palmarès

### Club

#### Competizioni nazionali
- Coppa di Slovenia: 1

Domžale: 2010-2011
- Supercoppa di Slovenia: 1

Domžale: 2011